# Давід Купчик
Давід Купчик (пол. Dawid Kupczyk, 10 травня 1977, Єленя-Ґура) — польський бобслеїст, пілот, син Анджея Купчика, виступає за збірну Польщі з 1997 року. Брав участь у п'яти зимових Олімпійських іграх у 1998, 2002, 2006, 2010, 2014 роках. Неодноразовий переможець і призер різних етапів Кубка Європи.

У 2014 році на Олімпіаді був прапореносцем збірної Польщі.